# Skunosove, Putîvl
Skunosove (în ucraineană Скуносове) este un sat în comuna Okteabrske din raionul Putîvl, regiunea Sumî, Ucraina.

## Demografie
Componența lingvistică a localității Skunosove
     Ucraineană (92,48%)
     Rusă (7,52%)
Conform recensământului din 2001, majoritatea populației localității Skunosove era vorbitoare de ucraineană (92,48%), existând în minoritate și vorbitori de rusă (7,52%).